# Entraygues-sur-Truyère
 Entraygues-sur-Truyère  (en occitano Entraigas) es una población y comuna francesa, situada en la región de Mediodía-Pirineos, departamento de Aveyron, en el distrito de Rodez y cantón de Entraygues-sur-Truyère.

## Demografía
| 1582 | 1508 | 1510 | 1523 | 1495 | 1267 |
| Para los censos de 1962 a 1999 la población legal corresponde a la población sin duplicidades (Fuente: INSEE [Consultar]) |      |      |      |      |      |